# Mater Admirabilis
Mater Admirabilis est une fresque représentant la Vierge Marie, dans le monastère de la Trinité-des-Monts, à Rome. Elle a été réalisée par une jeune artiste française, Pauline Perdrau.

## Histoire
En 1843, le couvent des religieuses du Sacré-Cœur accueille une jeune novice française, Pauline Perdrau, qui a été formée comme peintre par Maximilien Seitz, lui-même élève de Cornelius et Overbeck, rattachés au mouvement des nazaréens.
Les religieuses du couvent passent dans le cloître le temps de la journée consacré à la récréation. Ce moment de la journée est présidé par la mère supérieure, Mère de Coriolis, le reste de la communauté se tenant en demi-cercle autour d'elle. Pauline conçoit l'idée de peindre une fresque représentant la Vierge pour présider l'heure de récréation. Elle demande à la mère supérieure la permission de peindre, mais celle-ci hésite en raison de l'inexpérience de Pauline Perdreau dans le domaine artistique, malgré sa formation. Après son pèlerinage à la Sainte Maison de Lorette, Pauline insiste auprès de la mère supérieure pour qu'elle puisse peindre la fresque. C'est en 1844 qu'elle reçoit son autorisation.
Une fois achevée, la mère supérieure estime que la fresque est très criarde et ordonne qu'elle soit recouverte d'un rideau. Le 13 novembre 1846, lors d'une visite au couvent, le pape Pie IX demande d'enlever le rideau et, en voyant la fresque, il s'exclame : « Mater admirabilis »,. Les couleurs de la fresque ont perdu leur caractère criard et la peinture s'est considérablement améliorée[Comment ?]. Le pontife donne l'autorisation de transformer en chapelle le côté du cloître supérieur où se trouve la fresque.
Dès lors, l'image est devenue un centre de pèlerinage et diverses indulgences associées à l'image ont été accordées, notamment par Pie IX en 1855. La dévotion à l'image s'est répandue dans tous les collèges de la Société du Sacré-Cœur de Jésus à travers le monde, étant copiée dans des peintures et des gravures. Sa fête est célébrée le 20 octobre. Une église lui est dédiée à Riccione en Italie, près de Rimini et de Saint-Marin[source insuffisante],.
Des figures religieuses comme Madeleine-Sophie Barat, Jean Bosco, Thérèse de l’Enfant Jésus ainsi que le futur Benoît XV et Jean XXIII sont venus se recueillir devant cette fresque[source insuffisante].
C'est devant cette fresque que Thomas Philippe aurait reçu des « grâces très obscures » de nature sexuelle qu'il aurait cherché à partager avec des femmes (notamment à l'Eau vive) en invoquant avoir reçu en révélation l’existence de relations incestueuses entre Jésus et Marie au cours de leur vie terrestre et se poursuivant dans leur vie céleste.

## Description
Le tableau se trouve sur le côté sud du cloître supérieur du couvent-collège de la Trinité-des-Monts, qui donne sur la place d'Espagne à Rome. Il est situé dans un arc du mur du haut cloître, légèrement en retrait.
La fresque montre une Vierge Marie adolescente assise au milieu d'une loggia. La Vierge est représentée dans une pose réfléchie, le regard tourné vers le bas.
Sur son côté droit se trouve un vase avec sept lys et sur la gauche un panier avec des livres et un fuseau. À l'arrière-plan du tableau se trouve un paysage.
La fresque peut être classée dans le style nazaréen. Selon les mots de l'historienne de la peinture, spécialiste de ce mouvement, Cordula Grew :

« L'archaïsme lyrique et les couleurs pastel en font un véritable héritier de l'esthétique du Lukasbund, reprenant la fascination précoce des frères [nazaréens] pour Fra Angelico et les fresques de la première Renaissance. La littérature pieuse ne tarit pas d'éloges sur la beauté de la forme, l'effet harmonieux et la profondeur spirituelle de l'œuvre. »

La chapelle est décorée de fresques dans un style éclectique. Les murs sont également décorés de diverses stèles et d'offrandes votives. La voûte est peinte en bleu avec des étoiles dorées appliquées.

## Galerie

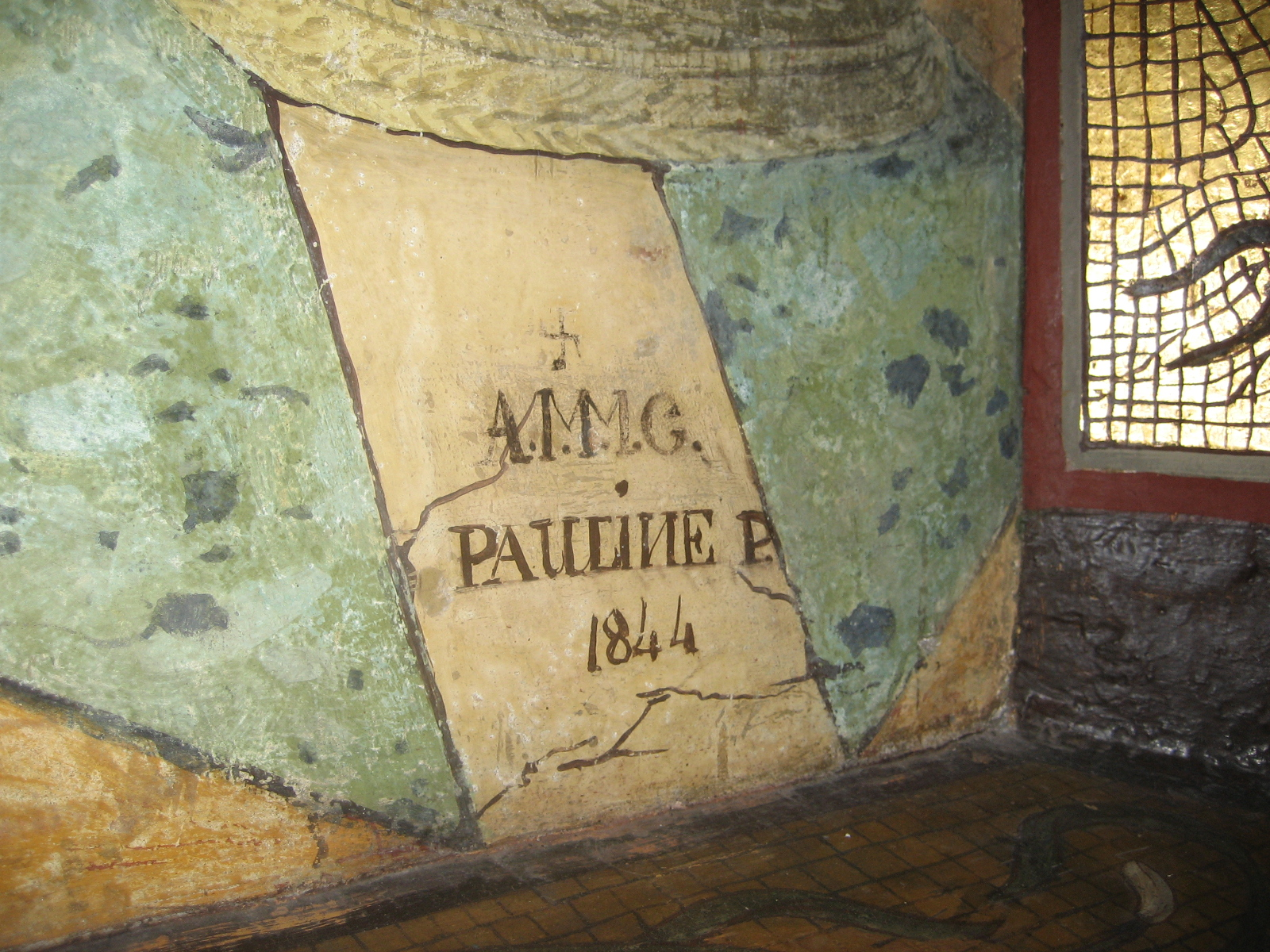
L'année où fut peinte la fresque (détail).
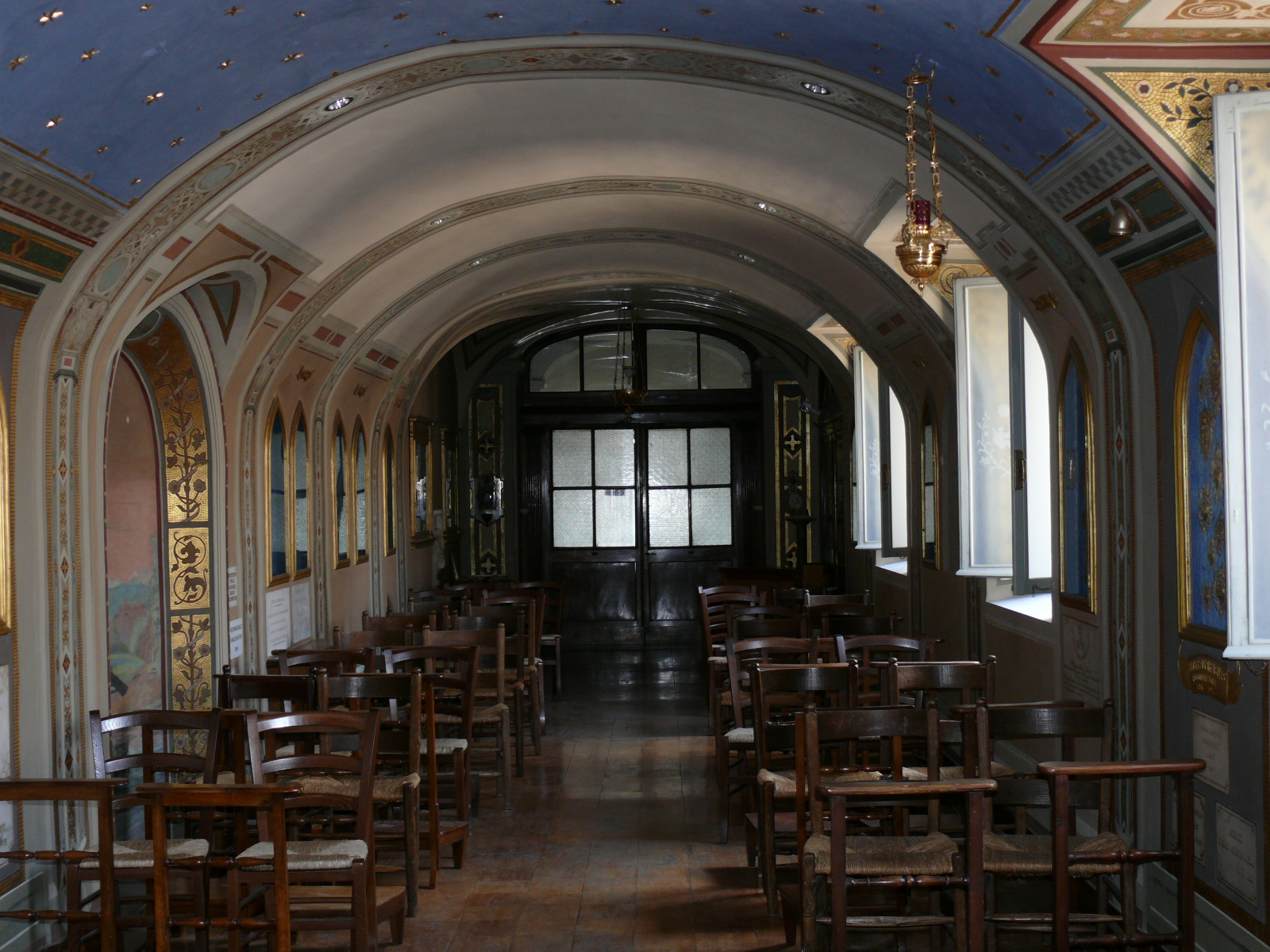
L'aile supérieure du cloître où se trouve la Mater Admirabilis.